# نوپسرها کارینیکولیس
نوپسرها کارینیکولّیس یک گونه سوسک از خانوادهٔ سوسک‌های شاخک‌دراز است. این گونه توسط هینتز در سال ۱۹۱۹ بررسی و توصیف شد. این گونه از سوسک در کشور کامرون قابل یافت شدن است.